# Orpheus (schouwburg)
Orpheus is een theater in de Nederlandse stad Apeldoorn. Het is het grootste theater in Apeldoorn, dat verder nog beschikt over Podium Gigant. Schouwburg Orpheus is een van de vijf grootste theaters van Nederland en daardoor een bekend theater. De voorstellingen van veel nationale tournees (van musical tot cabaret) worden er voor één of enkele dagen opgevoerd.

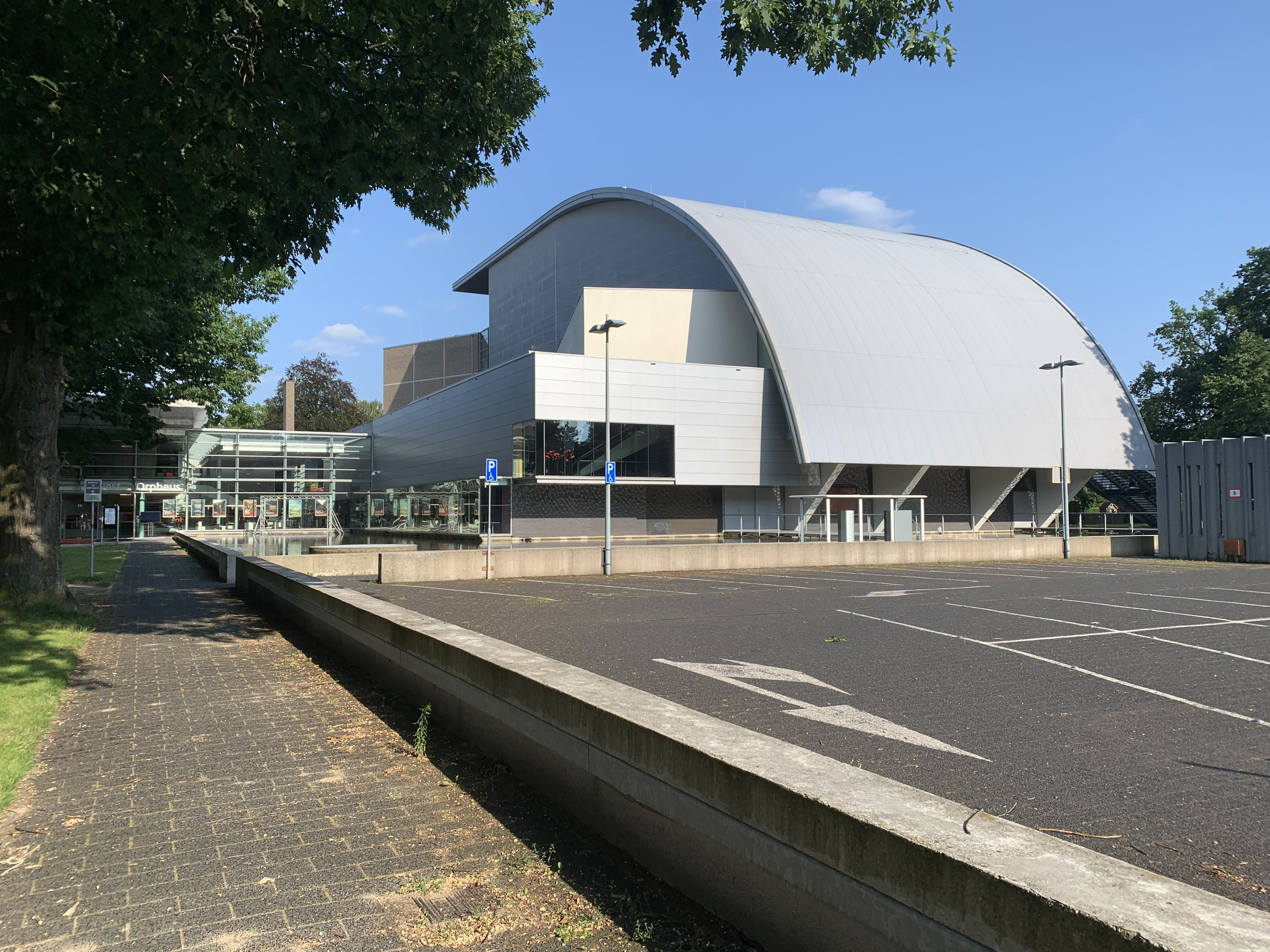
Hoofdingang schouwburg Orpheus

## Geschiedenis
Orpheus werd op 12 maart 1965 geopend en was op dat moment al bekend vanwege zijn eigen karakter. De schouwburg heeft een ruime foyer en een grote zaal (tegenwoordig Rabobankzaal genoemd), wat voor een schouwburg in de jaren 1960 als bijzonder werd ervaren. De architecten waren B. Bijvoet en G.H.M. Holt.
Al werd het gebouw zelf als erg positief ervaren, over de oorspronkelijke concertzaal was men minder te spreken. Vooral op de akoestiek in de zaal had men kritiek. Het negatieve commentaar werd steeds heftiger en na een tijdje wilde het Gelders Orkest niet langer in Orpheus optreden.

### Verbouwing
Van januari 2003 tot september 2004 werd het theatergebouw grondig verbouwd, gerestaureerd en uitgebreid onder leiding van architect Herman Hertzberger. De ruime foyer en grote zaal van het theater bleven hierbij wel bewaard.
Een van de belangrijkste onderdelen van de uitbreiding was het bouwen van een nieuwe zaal die sinds een aantal jaren de naam Hanoszaal draagt. Deze nieuwe zaal heeft 1300 zitplaatsen en is speciaal geschikt voor muziektheater, opera en klassieke muziek. De akoestiek van de zaal bleek uitzonderlijk goed en daarmee was de kritiek over de akoestiek in theater Orpheus meteen verdwenen. Behalve een nieuwe theaterzaal werd ook een ondergrondse parkeerplaats gebouwd voor 450 voertuigen.
Op 11 september 2004 werd het verbouwde theater heropend.

### Orpheus anno 2018
Naast drie theaterzalen (Hanoszaal, Rabobankzaal en de Altioszaal), variërend in grootte van ruim 200 zitplaatsen tot 1300 zitplaatsen, heeft Theater Orpheus ook een eigen restaurant, diverse foyers en 8 subzalen. Dit maakt het theater ook geschikt als locatie voor congressen, bedrijfsevents en feesten.